# Sorianello
Sorianello (Sorianeju in calabrese) è un comune italiano di 1 083 abitanti della provincia di Vibo Valentia in Calabria.
Fa parte della Comunità montana Alto Mesima/Monte Poro.
Situato nella zona delle Serre vibonesi parte centrale della provincia di Vibo Valentia, è raggiungibile dall'uscita "Serre" dell'Autostrada A2.

## Origini del nome
Il suo toponimo attuale (assunto negli anni venti del secolo scorso) è un diminutivo del nome di Soriano una volta contrassegnato con i ripartimenti di Alto e Basso. 
Prima castello fortificato sotto i Culchebret, fu un possedimento dei Carafa di Nocera e successivamente entrò nelle proprietà del Monastero di San Domenico di Soriano, divenne comune autonomo nel XIX secolo con le disposizioni governative di Murat.

## Storia
Secondo alcuni studiosi le sue origini risalirebbero all'età dei Goti ed agli insediamenti del monachesimo eremita, sino agli inizi dell'Ottocento facente parte di un unico nucleo urbano (Università) con il contiguo Soriano Calabro con cui condivide almeno sino a quella data storia, personaggi e riferimenti.
Nel 1964 cedette la borgata Collina degli Angeli al comune di Soriano Calabro.

## Monumenti e luoghi d'interesse

### Architetture religiose
- Chiesa di San Giovanni Battista, situata nella parte alta del paese da dove si può ammirare un panorama suggestivo; all'interno si trovano una scultura del Cristo scolpita nel legno opera probabilmente del Müller e una statua in legno del Cinquecento raffigurante Gesù.
- Chiesa di San Nicola, situata invece ai piedi del paese (essendo Sorianello ubicato su una collina)
- Chiesa di Santa Maria del Soccorso, dove è presente l'altare maggiore barocco in marmi policromi proveniente dalla distrutta chiesa di San Domenico in Soriano
- Chiesa di Cristo redentore, costruita negli anni '90 nella frazione Fago Savini.

### Altro
- Valle dei Mulini, situato in località San Bruno, creato dall'amministrazione comunale assieme al parroco del paese negli anni '90 e 2000, è un parco con mulini ad acqua ereditati dai tempi antichi che servivano per la lavorazione dei cereali, oggi sono stati rimessi a nuovo, nel parco sono presenti inoltre: una vasta vegetazione, un laghetto artificiale alimentato dal fiume Cornacchia che attraversa la valle, i ruderi degli antichi insediamenti dei monaci basiliani, la chiesetta di San Bruno con accanto un albero di ulivo secolare dove si ritiene che il santo Bruno di Colonia abbia fatto diverse soste nei suoi viaggi da Serra San Bruno a Mileto, una statua in marmo di San Bruno.

## Cultura

### Musei
- Museo della civiltà contadina, creato nel 1995 all'interno del palazzo Imeneo-Florenzano, nella sede municipale.

### Eventi
- Prima domenica di agosto: festa della Madonna della Salute
- Seconda domenica di agosto: festa del Cuore di Maria
- 6 dicembre: festa del santo patrono San Nicola Vescovo

## Geografia antropica
La frazione Fago Savini è una località di montagna sita tra Sorianello e Serra San Bruno; ricca di verde, dispone di una piazza e di un piccolo parco pubblico.

## Economia
L'attività economica si basa sull'agricoltura (produzione di cereali, frumento, ortaggi, olive, uva, agrumi); è presente l'allevamento di bovini, suini, ovini, caprini; l'assetto industriale è costituito da piccole imprese che operano nell'ambito alimentare, edile e della lavorazione del legno.

## Infrastrutture e trasporti
Il comune è interessato dalle seguenti direttrici stradali:
- delle Serre Calabre

## Amministrazione
| Periodo        | Periodo        | Primo cittadino    | Partito                                                    | Carica  | Note |
| -------------- | -------------- | ------------------ | ---------------------------------------------------------- | ------- | ---- |
| maggio 1985    | 1990           | Stefano Santaguida | lista civica Tre spighe                                    | sindaco |      |
| 1990           | 23 aprile 1995 | Stefano Santaguida | lista civica di centro-sinistra Tre spighe                 | sindaco |      |
| 23 aprile 1995 | 13 giugno 1999 | Stefano Santaguida | Partito Democratico della Sinistra lista civica Tre spighe | sindaco |      |
| 13 giugno 1999 | 13 giugno 2004 | Stefano Santaguida | lista civica di centro-sinistra Tre spighe                 | sindaco |      |
| 13 giugno 2004 | 8 giugno 2009  | Pasquale Gradia    | lista civica di centro-sinistra Tre spighe                 | sindaco |      |
| 8 giugno 2009  | 26 maggio 2014 | Sergio Cannatelli  | lista civica Sorianello nel cuore                          | sindaco |      |
| 26 maggio 2014 | 27 maggio 2019 | Sergio Cannatelli  | lista civica Sorianello nel cuore                          | sindaco |      |
| 27 maggio 2019 | in carica      | Sergio Cannatelli  | lista civica Sorianello nel cuore                          | sindaco |      |